# ان‌جی‌سی ۵۷۱۴
ان‌جی‌سی ۵۷۱۴ (انگلیسی: NGC 5714) یک کهکشان مارپیچی است که در فاصله ۱۳۰ میلیون سال نوری از ما در صورت فلکی گاوران قرار دارد. این کهکشان در سال ۱۷۸۷ توسط ویلیام هرشل کشف شد. این کهکشان حدود ۱۳۰ میلیون سال نوری از زمین فاصله دارد.